# Rinorea arborea
Rinorea arborea (Thouars) Baill. – gatunek roślin z rodziny fiołkowatych (Violaceae). Występuje naturalnie w Kenii, Tanzanii, Mozambiku oraz na Madagaskarze. 

## Morfologia
PokrójZimozielone drzewo lub krzew. Dorasta do 4–9 m wysokości.
LiścieBlaszka liściowa jest skórzasta i ma kształt od eliptycznego lub podługowatego do lancetowatego. Mierzy 9–24 cm długości oraz 4–9 cm szerokości, jest niemal całobrzega lub piłkowana na brzegu, ma klinową nasadę i spiczasty wierzchołek. Ogonek liściowy jest nagi i ma 20–55 mm długości.
KwiatyZebrane w wiechach o długości 20 cm, wyrastają na szczytach pędów. Mają działki kielicha o owalnym lub podługowatym kształcie i dorastające do 2–3 mm długości. Płatki są owalnie podługowate, mają barwę od białej do żółtozielonkawej oraz 4–5 mm długości.
OwoceTorebki mierzące 20-25 mm długości, o elipsoidalnym kształcie.

## Biologia i ekologia
Rośnie w lasach, na wysokości do 800 m n.p.m.